# Ngaiire
Ngaiire, pseudonimo di Ngaire Laun J Joseph (Lae, 1984), è una cantautrice papuana naturalizzata australiana.

## Biografia
Nata a Lae, Ngaiire si è trasferita in Nuova Zelanda quando aveva un anno, per poi tornarci sei anni dopo. A tre anni le è stato diagnosticato un tumore alle ghiandole surrenali. Nel 2000 si è trasferita con sua madre in Australia e nel 2004 ha partecipato alla seconda edizione della versione australiana di Pop Idol. In seguito ha deciso di completare i suoi studi di jazz, rifiutando diverse offerte discografiche da parte di etichette australiane. Il suo album di debutto, intitolato Lamentations, è stato pubblicato nel 2013 ed è stato candidato all'Australian Music Prize. È stato seguito tre anni dopo da Blastoma, che ha raggiunto la 41ª posizione della classifica australiana.

## Discografia

### Album in studio
- 2013 – Lamentations
- 2016 – Blastoma
- 2021 – 3

### EP
- 2008 – Song for No One
- 2010 – Two Minds

### Singoli
- 2005 – Luv Sa Giaman
- 2007 – Song for No One
- 2008 – Glorious
- 2010 – Two Minds
- 2011 – Filthy
- 2013 – Dirty Hercules
- 2013 – Around
- 2015 – Once
- 2015 – Broken Wings
- 2016 – Love Is a Battlefield
- 2016 – Diggin'
- 2016 – House on a Rock
- 2019 – Shiver
- 2020 – Boom

#### Come artista ospite
- 2005 – It's Not Me, It's You (Paul Mac feat. Ngaiire)
- 2014 – Coward (Kilter feat. Ngaiire)
- 2016 – My Boo (Flume feat. Vince Staples, Kučka, Vera Blue e Ngaiire)
- 2017 – My Own Mystery (Lanks feat. Ngaiire)